# Ritter dunklen Rufs
Ritter dunklen Rufs (Originaltitel: Knights of Dark Renown) ist ein Fantasyroman von David Gemmell aus dem Jahr 1989. Er ist Gemmells siebter Roman und zugleich der erste, der in Deutschland veröffentlicht wurde. Er erschien erstmals 1991 unter dem Titel Ritter dunklen Rufes im Laurin-Verlag und wurde 2014 als Ritter dunklen Rufs (ohne Fugenlaut) von Blanvalet neu veröffentlicht.
Der Roman handelt von den Rittern der Gabala, ehemals edlen Kämpfern für das Gute. Geblendet von ihrem eigenen Stolz verfallen sie einer bösen Macht und stoßen das Land der Gabala ins Chaos. Eine zusammengewürfelte Gruppe Ausgestoßener nimmt den Kampf gegen die Ritter auf und besiegt diese letztendlich. Sie werden die neuen Ritter der Gabala.

## Inhalt

### Handlung
Sechs Jahre sind vergangen, seit die legendären Ritter der Gabala durch ein magisches Tor ritten, um eine jenseits gelegene fremde Welt vom Bösen zu befreien. Entgegen allen Plänen kehrten sie nicht zurück. Seitdem verfällt das Land der Gabala zusehends. König Ahak hat ein Terrorregime errichtet. Er lässt die nomadischen Einwohner seines Reiches enteignen, deportieren und ermorden. Unterstützt wird Ahak von acht Rittern in roten Rüstungen. Die „Roten Ritter“ sind furchtbare, durch dunkle Magie gestärkte Krieger. Zu diesem Zeitpunkt weiß noch niemand, dass es sich bei den Roten Rittern um die ehemaligen Ritter der Gabala handelt, die dem Bösen verfallen sind.
Manannan ist der einzige der Gabala-Ritter, der damals das magische Tor nicht passierte: Aus Angst ließ er seine Gefährten im Stich, versteckte sich und zog anschließend jahrelang ziellos umher. Nunmehr ist er auf der Suche nach Ollathair, dem ehemaligen Waffenmeister der Gabala-Ritter. Dieser soll den magischen Helm entfernen, den Manannan seit sechs Jahren unfreiwillig trägt. Der einst einflussreiche Ollathair wird als angeblicher Verräter von den Soldaten des Königs gejagt. Unter dem Namen Ruad Ro-fhessa verbirgt er sich im Wald des Ozeans, wo ihn Manannan schließlich findet.
Im Herzogtum Mactha flieht der Sklavenjunge Lámfhada vor seinem Herrn Errin, dem Grafen von Laene. Zwar gelingt Lámfhada die Flucht in den Wald des Ozeans, jedoch wird er durch einen Pfeilschuss schwer verletzt. Die zufälligen Augenzeugen Llaw Gyffes und Nuada kommen Lámfhada zu Hilfe und bringen ihn in ein Dorf. Llaw Gyffes ist ein ehemaliger Grobschmied, der fälschlicherweise des Mordes an seiner Frau angeklagt worden war, seinen Kerkermeistern jedoch entfliehen konnte. Da er auf seiner Flucht vielen anderen Gefangenen beim Entkommen half, gilt er beim gemeinen Volk als Held und Rebell. Nuada ist ein Sagendichter und Frauenheld, der sich nicht für Politik interessiert.
Währenddessen werden auf Geheiß des Königs auch Adlige mit nomadischen Vorfahren entrechtet, darunter die Dame Dianu und der Adlige Kester. Treibende Kraft hinter der Nomadenverfolgung sind der Rote Ritter Cairbre und der Seher Okessa. Ihr Ziel ist es, das Land der Gabala vom nomadischen Blut zu „reinigen“. Dianus Verlobter Errin, Graf von Laene, setzt sich für sie ein. Er unterliegt jedoch Cairbre im Zweikampf. Dianu stirbt auf dem Scheiterhaufen, Errin und seinem nomadischen Freund und Diener Ubadai gelingt die Flucht. Für Kester stellt sich Elodan, der Champion des Königs, dem Duell mit Cairbre. Auch er unterliegt und verliert dabei seine Schwerthand.
Der Anführer der Roten Ritter, Samildanach, befürchtet derweil, dass Llaw Gyffes im Wald des Ozeans eine Rebellenarmee aufbaut. Er beschwört menschenfressende Ungeheuer aus einer anderen Dimension. Die Monster sollen den Wald unsicher machen und Llaw Gyffes, Ollathair und ihre Anhänger in die Enge treiben.
In Sicherheit angelangt beschließt Errin, nach Dianus Schwester Sheera zu suchen. Diese will den Tod ihrer Schwester rächen und Okessa töten. Errin begibt sich mit Ubadai in den Wald des Ozeans, den Sheera mit zwei Führern durchqueren will. Sheera und ihre Begleiter werden im Wald von einem der Ungeheuer angegriffen. Während die beiden Männer sterben, wird Sheera im letzten Augenblick von Errin und Ubadai gerettet. Sheera berichtet Errin von König Ahaks Schreckensregime, das sie bekämpfen will. Sie glaubt ebenso wie Samildanach, dass Llaw Gyffes eine Rebellenarmee aufbaut; dieser Armee will sie sich anschließen. Sheera überzeugt Errin, mit ihr zu gehen. Auch Ubadai kommt widerwillig mit.
Llaw Gyffes und Nuada leben mittlerweile im Lager des Räuberhauptmanns Grunzer. Ihnen angeschlossen hat sich Arian, eine junge Dorfbewohnerin, die in Llaw Gyffes verliebt ist. Grunzer, ein grausamer und brutaler Mann, will Arian beeindrucken. Weil die von Samildanach beschworenen Ungeheuer im Wald ihr Unwesen treiben, macht er sich gemeinsam mit Llaw Gyffes auf die Jagd nach den Bestien. Es gelingt Grunzer, eines der Ungeheuer zu töten, woraufhin der Sagendichter Nuada eine Heldengeschichte über diese Tat vorträgt. Grunzer gefällt es, als Held gefeiert zu werden. Er gesteht Nuada, dass dies der schönste Tag seines Lebens ist.
Als Nuada das Leben im Räuberlager satt hat, verlässt er Grunzer und seine Gesetzlosen heimlich. Auf seinem Weg durch den Wald stößt er auf Nomaden, die auf der Flucht vor Ahaks Schergen in einen Schneesturm geraten sind und zu erfrieren drohen. Nuada kehrt zu Grunzers Lager zurück und bittet dort zunächst Llaw Gyffes um Hilfe für die Flüchtlinge. Als Llaw Gyffes ablehnt, wendet sich Nuada an Grunzer. Dieser verspricht Hilfe, knüpft dies jedoch an die Bedingung, dass Nuada solange im Wald bleibt, bis er ihm erlaubt zu gehen. Nachdem Nuada zugestimmt hat, retten Grunzer und seine Männer die Nomaden vor dem Kältetod. Die Geretteten halten Grunzer kurzzeitig für den „Helden Llaw Gyffes“. Grunzer klärt die Verwechselung zwar sogleich auf, fühlt sich aber in der Rolle des Helden nicht unwohl.
Nachdem Ruad den feigen Ritter Manannam von seinem magischen Helm befreit hat bittet er ihn, alleine durch das Tor zu reiten und nach den verschollenen Rittern der Gabala zu sichern. Manannan weigert sich zunächst, stellt sich dann aber doch seinen Ängsten. Alleine reitet er durch das von Ruad geöffnete magische Tor und erreicht, verfolgt von schrecklichen Bestien, auf der anderen Seite das Reich der Vyre. Die Vyre leben ein scheinbar friedliches Leben und widmen sich vornehmlich Kunst, Philosophie und körperlichen Freuden. Grundlage ihrer Zivilisation ist das Ambria, ein belebendes und heilendes Getränk. Manannan erkennt zunächst nicht, dass es sich bei den Vyre um Vampire handelt, welche das Ambria aus der Lebensenergie „minderer“ Menschen gewinnen.
Erst die Vampirin Morrigan klärt Manannan über das Geheimnis der Vyre und des Ambrias auf. Morrigan, einst die Geliebte Samildanachs, war von diesem in das Land der Vyre geholt und zur Vampirin gemacht worden. Manannan gelingt es mit letzter Kraft, sich der suchtartigen Wirkung des Ambrias zu widersetzen. Gemeinsam mit Morrigan gelingt ihm die Flucht zurück durch das Tor. Auf der anderen Seite finden sie den ermordeten Ruad. Ruad hatte es zwar geschafft, mit seinen Zauberkräften die magischen Rüstungen der Gabala-Ritter aus dem Land der Vyre zurückzuholen. Dadurch offenbarte er sich jedoch unfreiwillig Samildanach, von dem er getötet wurde.
Auf ihrem Weg zu Llaw Gyffes übernachten Errin, Ubadai und Sheera im Haus eines alten Mannes, des „Dagda“. Der Dagda prophezeit, dass der Kampf gegen das Böse von „der Laune eines Diebes und eines Mörders“ abhängt. Errin vermutet, dass der Dagda damit auf Llaw Gyffes anspielt. Tatsächlich ist jedoch der Räuber Grunzer gemeint. Am folgenden Tag begibt sich der Dagda in Grunzers Lager und sagt auch dort die Zukunft voraus: Im Frühling werde Grunzer sterben und furchtbare Feinde würden versuchen, Llaw Gyffes zu vernichten. Aufgrund dieser Prophezeiung entschließt sich Llaw Gyffes, tatsächlich eine Rebellenarmee aufzustellen und seine Feinde zu bekämpfen. Grunzer erklärt hingegen, sich mit seinem Schicksal nicht abzufinden.
Llaw Gyffes und Grunzer sowie Nuada machen sich auf die Suche nach Ruad, von dem sie sich Hilfe bei ihrem Kampf gegen Samildanach und Ahak versprechen. Schließlich führen die Wege der Protagonisten an Ruads Leichnam zusammen: Grunzer, Llaw Gyffes und Nuada treffen auf Manannan und Morrigan.
Nachdem auch Lámfhada und Elodan dazugestoßen sind, halten die Rebellenanführer Kriegsrat. Sie erfahren vom Schicksal der Gabala-Ritter. Lámfhada überzeugt Grunzer, Elodan, Morrigan, Nuada und Llaw Gyffes, die Rüstungen der Ritter anzulegen und selbst zu Rittern einer neuen Gabala zu werden. Sie sollen die Werte vertreten, die von Samildanach verraten wurden. Elodan wird trotz seiner Verkrüppelung zum Ersten Ritter gewählt; Lámfhada übernimmt anstelle des ermordeten Ruads die Rolle des Waffenmeisters. Kurze Zeit später werden die neuen Gabala-Ritter noch durch Errin und Ubadai ergänzt.
Während Llaw Gyffes die Rebellion anführt, reiten Morrigan und Grunzer zu einer benachbarten befestigten Siedlung, um dort um Unterstützung zu werben. Nuada wird beauftragt, die Menschen in den umliegenden Dörfern mit seinen Heldensagen auf die Seite der Rebellion zu ziehen. Manannan reitet derweil nach Mactha. Dort ist Roem, der Herzog von Mactha, in Ungnade gefallen, weil er Llaw Gyffes entkommen ließ. Manannan fordert ein Gottesurteil und tötet im darauffolgenden Schwertkampf den Roten Ritter Caibre. Gemeinsam mit Roem gelingt ihm anschließend die Flucht. Roem legt die letzte verbleibende Gabala-Rüstung an. Die Ritter der neuen Gabala sind nun komplett. Sie sind die Ritter dunklen Rufs.
König Ahak, Samildanach und Okessa bereiten derweil den vernichtenden Schlag gegen die Rebellion vor. Um des Sagendichters Nuada habhaft zu werden, schicken sie den Roten Ritter Edrin in den Wald. Edrin lässt Dorfbewohner als Geiseln nehmen und droht deren Ermordung an. Daraufhin ergibt sich Nuada dem Roten Ritter. Als er den Zweikampf verweigert, wird er hingerichtet. Lámfhadas Versuch, Nuada durch Magie wiederzubeleben, scheitert zwar. Die Dorfbewohner laufen aber zu den Rebellen über.
Grunzer und Morrigan werden derweil vom Roten Ritter Bersis und dessen Gefolgsmännern angegriffen. Auf einer Hängebrücke kommt es zum Kampf zwischen Grunzer und Bersis, den letzterer für sich zu entscheiden scheint. Angesichts seines sicheren Todes umklammert Grunzer den Roten Ritter und reißt ihn mit sich in den Abgrund unter der Hängebrücke.
Die Vampirin Morrigan kann, obwohl sie zu den Gabala-Rittern gehört, nicht auf das Blut anderer Menschen verzichten. Als Manannan ihr Tun entdeckt, verstößt er sie aus dem Orden. In ihrer Verzweiflung begibt sich Morrigan nach Mactha und lässt sich dort König Ahak, der mittlerweile ebenfalls ein Vampir ist, als „Opfer“ zuführen. Sie tötet Ahak und schneidet sich dann die Pulsadern auf. Sterbend in Samildanachs Armen liegend mahnt sie diesen an seine Zeit als strahlender, junger Ritter.
Nach einigen Scharmützeln, in denen auch der Seher Okessa und der entrechtete Herzog Roem sterben, kommt es schließlich zum entscheidenden Zusammentreffen des Königsheers mit der Rebellentruppe. Da die Rebellen unterlegen sind, schlägt Manannan Samildanach vor, die Entscheidung durch ein Duell zweier Ritter herbeizuführen. Samildanach willigt ein und stellt sich als Anführer der Roten Ritter dem Zweikampf. Als Gegner akzeptiert er nur den Ersten Ritter der Gabala, also den verkrüppelten Elodan.
Samildanach, der trotz seiner Verderbtheit immer noch für ritterliche Werte zu stehen glaubt, rät Lámfhada, Elodans Verkrüppelung mittels Magie zu heilen. Lámfhada folgt diesem Rat. Elodans rechte Hand wird regeneriert, sodass er eine echte Chance gegen Samildanach zu haben glaubt.
Vor dem Kampf schließen sich sowohl die Roten Ritter als auch die Gabala-Ritter durch Magie geistig zusammen, um so ihre Ersten Ritter zu stärken. Im Zweikampf gelingt es Elodan, Samildanach tödlich zu verletzen. Samildanach, der sich während des Kampfes an Morrigans letzte Worte erinnert, verzichtet seinerseits auf den Todesstoß gegenüber Elodan. Zusammen mit Samildanach sterben seine Roten Ritter.
Die Ritterschaft der Gabala löst sich anschließend auf: Manannan und Elodan reiten durch das magische Tor in das Land der Vyre, um den dorthin verschleppten Nomaden zu helfen. Llaw Gyffes und Arian heiraten, ebenso Edrin und Sheera. Lámfhada nimmt den Platz des Dagda ein.

### Personen
Ritter dunklen Rufs hebt sich von anderen Gemmell-Romanen durch die verhältnismäßig große Zahl der die Handlung tragenden Personen hervor.
Die Ritter der Neuen Gabala:
- Elodan, ehemals der Streiter des Königs, von Cairbre im Zweikampf verkrüppelt, jetzt der Erste Ritter der Neuen Gabala
- Manannan, einst Ritter unter Samildanach, war jedoch zu feige, diesem in das Land der Vyre zu folgen
- Morrigan, dem Ambria verfallene Geliebte von Samildanach, warnt Manannan vor dem Ambria
- Grunzer (engl. Groundsel), ein Räuberhauptmann, der im Kampf gegen die Roten Ritter stirbt
- Llaw Gyffes, genannt „Starkhand“, ein ehemaliger Grobschmied, der nach der Ermordung seiner Frau zum Anführer einer Rebellion wird
- Roem, der in Ungnade gefallene Herzog von Mactha, der sich seinen Titel zurückholen will
- Errin, ehemals Graf in Roems Herzogtum, schließt sich nach der Hinrichtung seiner Verlobten den Rebellen an
- Ubadai, ein Nomade, Diener und Freund Errins
- Nuada, ein Sagendichter und Frauenheld, er opfert sich, um die Ermordung von unschuldigen Dorfbewohnern zu verhindern

Magier und Heiler:
- Ollathair, der letzte Waffenmeister der Alten Gabala-Ritter, fällt in Ungnade, lebt anschließend inkognito als zauberkundiger Handwerker Ruad Ro-fhessa, wird von Samildanach getötet
- Gwydion, ein Heiler, Freund Ruad Ro-fhessas
- Lámfhada, junger Waffenmeister der Neuen Gabala-Ritter, später Nachfolger des Dagda, war als Kind Lehrling von Ruad Ro-fhessa
- Der Dagda, ein alter Mann mit mächtigen magischen Fähigkeiten

Die Roten Ritter und ihre Verbündeten
- Ahak, König der Lande der Gabala, verfällt dem Ambria und damit dem Bösen
- Okessa, der bösartige Seher des Königs
- Samildanach, einst Erster Ritter der Gabala, dann Erster der Roten Ritter, verfällt dem Bösen, ohne es zunächst zu erkennen, stirbt im Zweikampf gegen Elodan
- Cairbre, ein Roter Ritter, eigentlich Pateus
- Paulus, Anführer der vampirischen Vyre

Weitere Personen:
- Dianu, junge Adelige und Verlobte Errins, wird wegen angeblichen Verrats zum Tode auf dem Scheiterhaufen verurteilt
- Sheera, Deanus Schwester, will deren Tod rächen
- Arian, junge Dorfbewohnerin, in Llaw Gyffes verliebt

Gemmell entnahm die Namen Ruad Ro-fhessa, Ollathair und Dagda, Nuada, Morrigan, Cairbre, Gwydion, Manannan, Llaw Gyffes, Samildanach, Lug und Lámfhada der keltischen Mythologie. Allerdings entspricht keine der Romanfiguren ihrem mythologischen Namensgeber.

## Einordnung, Interpretation, Bedeutung
Ritter dunklen Rufs spielt mit der Idee, dass Helden und Schurken austauschbar sind und die Einordnung in die eine oder die andere Kategorie letztendlich von der Perspektive abhängt. Gemmell nannte beispielhaft den Sioux Crazy Horse, der nach der Schlacht am Little Bighorn für die Indianer zum Helden avancierte, während ihn die weißen Amerikaner als Verbrecher betrachteten.
Gemmell vertrat den Standpunkt, dass das Böse stets die Saat seiner eigenen Vernichtung in sich trage, das Gute allerdings auch. In Ritter dunklen Rufs wird dies an der Person des Ersten Ritters Samildanach deutlich. Samildanach versagt in zweifacher Weise – sowohl als Held als auch als Bösewicht. Als Held gelingt es ihm nicht, der Versuchung des Ambrias – und damit des Bösen – zu widerstehen. Als Manifestation des Bösen zögert er, seinen Gegner im finalen Schwertkampf zu töten, und bezahlt dafür selbst mit dem Leben.

## Rezensionen
Der Roman wurde von der Kritik mehrheitlich positiv aufgenommen. Besonders hervorgehoben wurde Gemmells Versuch, seine Helden und ihre Handlungsmotivationen deutlich darzustellen. Bemängelt wurde jedoch auch, dass ihm dies bei einigen Personen nur unvollkommen gelungen sei.
Rezensent James Long beschreibt Ritter dunklen Rufs als sehr unterhaltsame, sinnhafte Lektüre, eine starke Mischung aus Magie, Kämpfen und persönlichen Entdeckungsreisen vor einer Kulisse von Wahnsinn und Chaos. Lediglich die letzten 50 Seiten des Romans wirkten überhastet.
Kat Hooper bescheinigt Gemmell, keine stereotypen Helden und Schurken geschaffen zu haben, sondern komplexe, dreidimensionale Charaktere. Ritter dunklen Rufs sei tiefe und fesselnde Heroic Fantasy.
Nach Meinung des Rezensenten Graeme Flory leidet Ritter dunklen Rufs daran, dass eine ganze Reihe von Hauptfiguren ähnliche Reisen unternähmen. Wenn es nach Gemmell gehe, müsse jedem von ihnen Erlösung oder Heldentum ermöglicht werden. Dafür sei in einem Buch von nur 400 Seiten jedoch nicht genug Raum. Man käme den Charakteren und ihren Erlebnissen nicht nahe genug. Das Buch sei daher nicht so stark, wie es hätte sein können.
Demgegenüber lobt Fantasy Book Review das Buch für seine interessanten und gut gestalteten Charaktere. Die Geschichte sei ein ausgezeichnetes Beispiel für Heroic Fantasy. Zudem sei es Gemmell gut gelungen, auch Horror- und Dark-Fantasy-Elemente einzubinden.
Bibliotheka Phantastika bemängelt, die Geschichte sei „zu sehr im Physischen verhaftet“. Die inneren Konflikte würden schnell und nicht überzeugend gelöst. Gefallen hat dem Rezensenten hingegen die teilweise als spannend empfundene Geschichte und ihr hohes Tempo. Er vergibt dreieinhalb von fünf Sternen.

## Weitere Romane
1992 veröffentlichte Gemmell mit Des dunklen Ritters Heldenlied einen weiteren Roman über eine Gruppe von Gesetzlosen, die gegen Vampire kämpfen. Der Roman spielt in derselben Welt wie Ritter dunklen Rufs, allerdings in einem späteren Zeitalter. Der Erzähler der Geschichte, Owen Odell, bezieht sich in einem Gespräch auf Manannan, den „Letzten Ritter der Gabala“. Später unterhält er seine Gefährten mit der Geschichte von Arian und Llaw und der Rückkehr der Gabala-Ritter.
Vom britischen Schriftsteller Graham Shelby stammt der Historienroman The Knights of Dark Renown (deutscher Titel: Ritter der Finsternis), der 1969 veröffentlicht wurde. Shelbys Roman spielt im Königreich Jerusalem des 12. Jahrhunderts. Er hat mit Gemmells Geschichte lediglich den englischen Titel gemeinsam.

## Ausgaben
Ritter dunklen Rufs erschien 1989 bei Century Hutchinson, einer Sparte von Random House. Die deutsche Übersetzung wurde 1991 vom Laurin-Verlag als Hardcover und 1993 vom Goldmann-Verlag als Taschenbuch veröffentlicht. 2014 erschien eine weitere Taschenbuchausgabe bei Blanvalet.

### Textausgaben
- Ritter dunklen Rufes. 1. Auflage. Laurin, Hamburg 1991, ISBN 3-89260-004-X (englisch: Knights of Dark Renown. Übersetzt von Irmhild Hübner).

- Ritter dunklen Rufes. Goldmann, München 1994, ISBN 3-442-42365-1 (englisch: Knights of Dark Renown. Übersetzt von Irmhild Hübner).

- Ritter dunklen Rufs. 1. Auflage. Blanvalet, München 2014, ISBN 978-3-442-26961-7 (englisch: Knights of Dark Renown. Übersetzt von Irmhild Hübner).
- Knights of Dark Renown. 1. Auflage. Century Hutchinson, London 1989, ISBN 0-7126-2542-9.

### Hörbuch
- Knights of Dark Renown. Gelesen von Christopher Kay. Clipper Audio, ISBN 1-84197-137-5.

### Rezensionen
- Carolyn Cushman: Review. In: Locus Nr. 341, Juli 1989.